# Xã Granite, Quận Phillips, Kansas
Xã Granite (tiếng Anh: Granite Township) là một xã thuộc quận Phillips, tiểu bang Kansas, Hoa Kỳ. Năm 2010, dân số của xã này là 31 người.